# 永隆寺 (世田谷区)
永隆寺（えいりゅうじ）は、東京都世田谷区北烏山にある法華宗本門流の寺院。山号は春陽山。大本山本能寺末。境内には三遊亭圓生の碑がある。「烏山寺町」を構成する26の寺院の1つである。

## 歴史
慶長17年（1612年）、徳川家康の囲碁の師であった利玄院日義が家康より神田鍛冶橋に寺領を拝領し、開基となって創建した。養珠院から神保大黒天も拝領している。
寛永年間（1624年 - 1643年）に谷中清水町に移転、次いで元禄4年（1691年）に本所出村（現在の墨田区太平）に移転、関東大震災後の昭和3年（1928年）に現在地へ移転した。
本所時代にたびたび洪水に遭い、須弥壇まで水に浸かったため、多くの古文書が流出し、詳細な記録を失っている。

## 歴代
- 利玄院日義
- 木下信隆

## 境内
- 本堂
- 山門
- 庫裡
- 鶏塚

## 交通
- 久我山駅（京王井の頭線）または千歳烏山駅（京王線）から徒歩13分。